# Soldeu
Soldeu ist eine Wintersportsiedlung in der Pfarrgemeinde (Parròquia) Canillo in Andorra. Sie zählte im Jahr 2024 871 Einwohner.
Der Ort liegt auf der nördlichen Talseite des Valira in rund 1700 Meter Höhe an der Straße von Andorra la Vella über den Port d’Envalira in das Ariège-Tal in Frankreich. Es bildet einen von 6 Einstiegen in das Skigebiet Grandvalira, mit 63 Liftanlagen und rund 200 km Abfahrten das größte Andorras.
|  |  |  |

In Soldeu wurden erstmals in der Saison 2011/12 Rennen im Rahmen des Alpinen Skiweltcups ausgetragen. 2019 und  2023 war Soldeu Austragungsort des Weltcup-Finales.